# Dufourea subclavicra
Dufourea subclavicra är en biart som först beskrevs av Wu 1982.  Dufourea subclavicra ingår i släktet solbin, och familjen vägbin. Inga underarter finns listade i Catalogue of Life.